# Груневельд, Дафна
Дафна Груневельд (англ. Daphne Groeneveld, род. 24 декабря 1994 года) — нидерландская модель.

## Биография
Груневельд была обнаружена своим первым агентом, который поинтересовался, рассматривала ли она когда-нибудь возможность стать моделью. Дебютировала в качестве модели на неделе моды в Милане, сезон осень/зима 2010. В 2011 году была удостоена звания лучшей нидерландской модели на конкурсе Marie Claire Netherlands Fashion Awards.
Она появлялась на обложках французского, голландского, русского, японского, корейского и тайского Vogue, британского и французского Elle, испанского Harper's Bazaar, французского, русского и японского Numéro, V, i-D, LOVE, Glamour и многих независимых журналов.
Груневельд участвовала в показах Gucci, Fendi, Carolina Herrera, Marc Jacobs, Anna Sui, Chanel, Donna Karan, Emilio Pucci, Etro, Max Mara, Dior, Jason Wu, John Galliano, Loewe, Karl Lagerfeld, Lanvin, Vera Wang, Dolce & Gabbana, Jil Sander, Rick Owens, Giorgio Armani, Oscar de la Renta, Louis Vuitton, Prada, Roberto Cavalli, Shiatzy Chen, Versace, Yeezy, Jeremy Scott, Jean Paul Gaultier, Moschino, Mugler, Rochas и др.
Снималась для рекламных кампаний Tom Ford, Miu Miu, Louis Vuitton, Givenchy, Dior, Jean Paul Gaultier, Calvin Klein, Roberto Cavalli, DSquared2, Jill Stuart, Barneys New York, H&M и Jean Paul Gaultier.
В мае 2017 года она занимала первое место в рейтинге Money Girls на сайте Models.com.